# Nikita Stalnow
Nikita Sierikowicz Stalnow (ros. Никита Серикович Стальнов, do końca 2014 Nikita Sierikowicz Umierbiekow ros. Никита Серикович Умербеков, ur. 14 września 1991 w Celinogradzie) – kazachski kolarz szosowy.
Początkowo występował pod nazwiskiem swojego ojca (Umierbiekow), od sezonu 2015 przyjął nazwisko swojej matki (Stalnow).
Po sezonie 2021 zakończył karierę sportową.

## Osiągnięcia
Opracowano na podstawie:

2010
- 1. miejsce na 3. etapie Vuelta a la Independencia Nacional
- 2. miejsce w Flèche Ardennaise

2012
- 1. miejsce w klasyfikacji młodzieżowej La Tropicale Amissa Bongo
  - 1. miejsce na 2. etapie
- 3. miejsce w Race Horizon Park
- 1. miejsce w klasyfikacji górskiej Dookoła Bułgarii

2015
- 1. miejsce w klasyfikacji górskiej East Bohemia Tour

2016
- 3. miejsce w Presidential Cycling Tour of Turkey
- 3. miejsce w Tour d’Azerbaïdjan
- 3. miejsce w Tour of Ukraine
- 3. miejsce w mistrzostwach Kazachstanu (jazda indywidualna na czas)

2017
- 2. miejsce w mistrzostwach Kazachstanu (jazda indywidualna na czas)

2018
- 2. miejsce w mistrzostwach Kazachstanu (start wspólny)

## Rankingi
| Rok              | 2010 | 2011 | 2012 | 2013 | 2014 | 2015 | 2016 | 2017  | 2018 | 2019  | 2020 | 2021  |
| ---------------- | ---- | ---- | ---- | ---- | ---- | ---- | ---- | ----- | ---- | ----- | ---- | ----- |
| UCI World Tour   |      |      |      |      |      |      | -    | 387.  | 248. |       |      |       |
| World Ranking    |      |      |      |      |      |      | 260. | 1364. | 643. | 2951. | 684. | 2950. |
| UCI Europe Tour  | 441. | -    | 413. | -    | -    | 649. | 127. | -     | -    |       |      |       |
| UCI Asia Tour    | 205. | -    | -    | -    | -    | 176. | 263. | 262.  | 116. | 316.  | 26.  | 259.  |
| UCI America Tour | 200. | -    | -    | -    | -    | -    | -    | -     | -    |       |      |       |
| UCI Africa Tour  | -    | -    | 33.  | -    | -    | -    | -    | -     | -    |       |      |       |
|                  |      |      |      |      |      |      |      |       |      |       |      |       |
| Źródło: UCI      |      |      |      |      |      |      |      |       |      |       |      |       |